# Vlajka Zabajkalského kraje

Vlajka Zabajkalského kraje
Poměr stran: 2:3

Vlajka Zabajkalského kraje, jednoho z krajů Ruské federace, je tvořena listem o poměru stran 2:3 se dvěma vodorovnými pruhy, zeleným a červeným, mezi které je od žerdi vsunut žlutý rovnoramenný trojúhelník.
Vlajka vznikla jako symbol Čitské oblasti. Po sloučení s Aginským burjatským autonomním okruhem v roce 2008 vznikl Zabajkalský kraj, který si vlajku Čitské oblasti ponechal.
Vlajka je zkratkou palisády, hlavního prvku znaku Zabajkalského kraje a jejího hlavního města Čity. Spojení červené a zelené barvy symbolizuje označení hraničních sloupů a žlutá barva je barvou zabajkalských kozáků – obránců východní hranice Ruska.
Žlutá barva symbolizuje také step, zelená tajgu a červená energetický potenciál z hlubin země.

Vlajka Aginského burjatského autonomního okruhu (2001–2008) Poměr stran: 2:3
Znak Zabajkalského kraje
Znak Čity

## Historie
23. listopadu 1995 a opakovaně 21. prosince 1995 schválila místní duma zákon č. 24-ЗЧО o znaku a vlajce Čitské oblasti. 22. prosince nabyl účinnosti, když jej podepsal předseda dumy Vitalij Jevgeněvič Višňakov.
V roce 2008 (k 1. březnu) se Čitská oblast sloučila s Aginským burjatským autonomním okruhem, vznikl tak Zabajkalský kraj, který si vlajku ponechal.

## Vlajky okruhů a rajónů Zabajkalského kraje

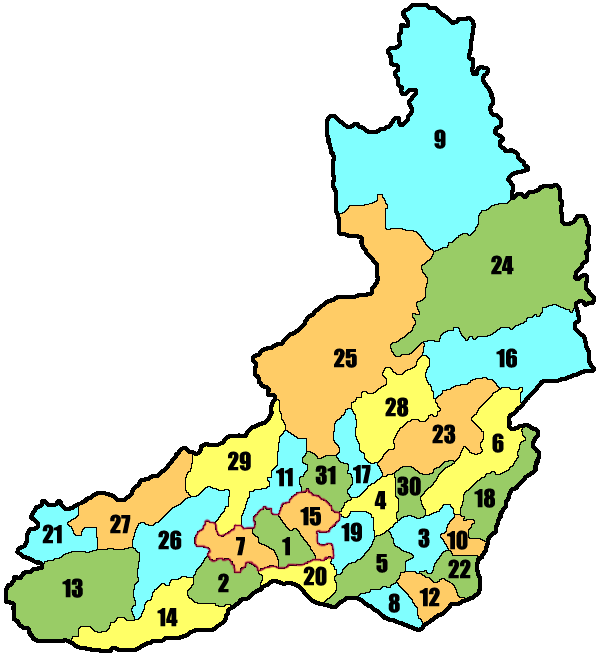
Administrativní členění Zabajkalského kraje

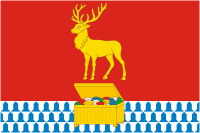
Kalarskij rajón (9) Poměr stran: 2:3

Od 24. července 2020 se Zabajkalský kraj člení na 4 městské okruhy, 2 obecni okruhy a 29 rajónů. Seznam vlajek není úplný.
Městské okruhy

Čita Poměr stran: 2:3
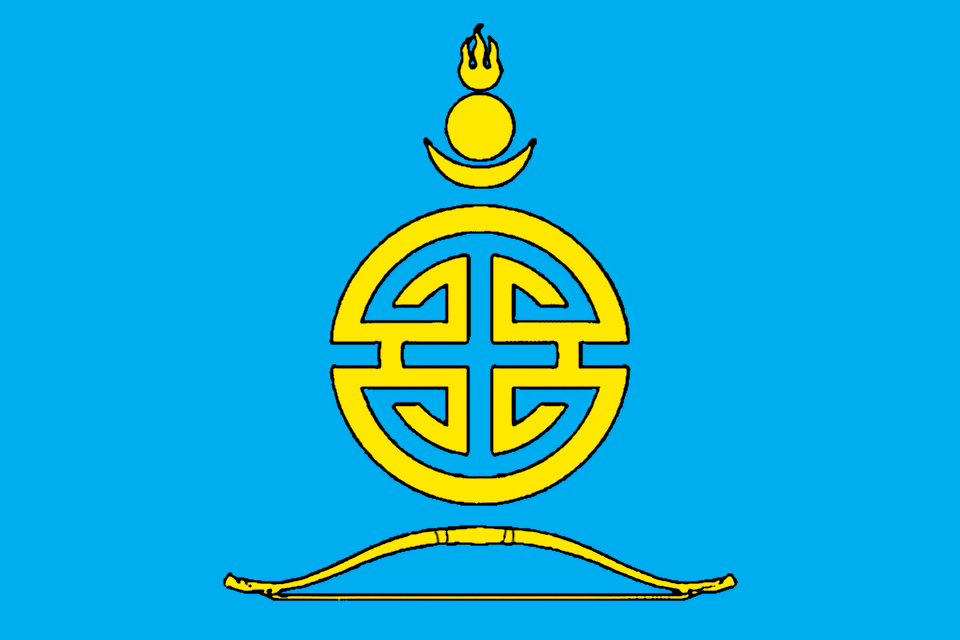
Aginskoje Poměr stran: 2:3

Obecní okruhy
- Kalarskij rajón (9)
Poměr stran: 2:3

Rajóny

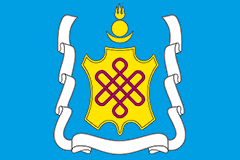
Aginský rajón (1) Poměr stran: 2:3
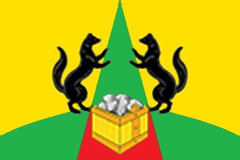
Alexandrovo-Zavodský rajón (3) Poměr stran: 2:3
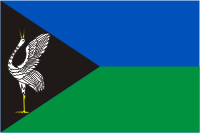
Borzinský rajón (5), zároveň vlajka města Borzja Poměr stran: 2:3
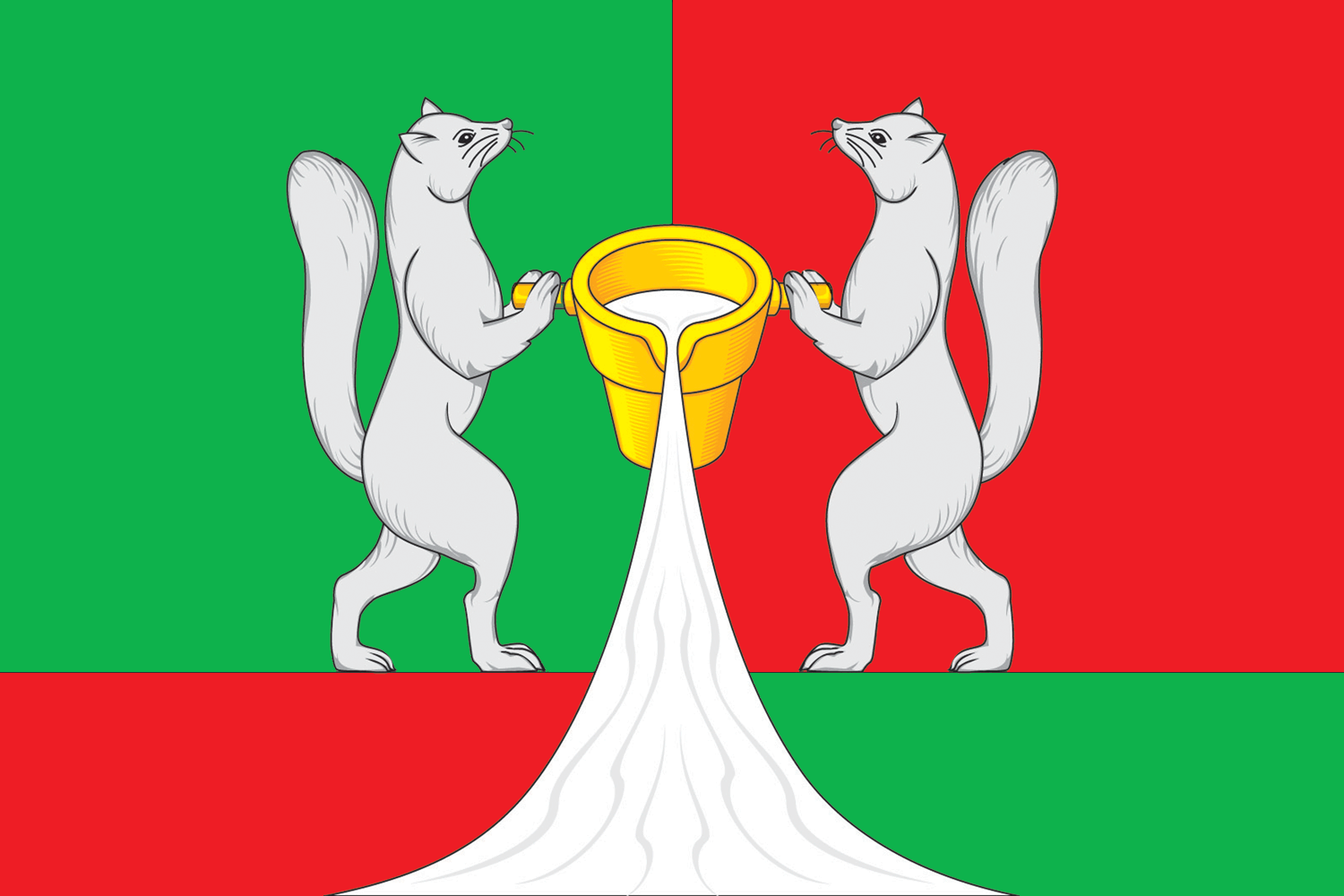
Gazimuro-Zavodský rajón (6) Poměr stran: 2:3
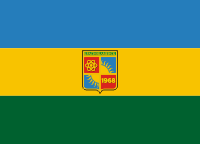
Krasnokamenský rajón (12), zároveň vlajka města Krasnokamensk Poměr stran: 2:3
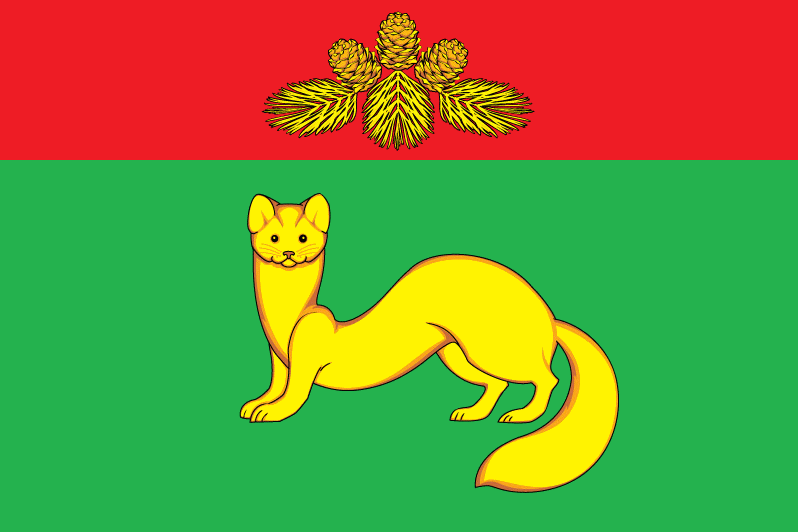
Krasnočikojský rajón (13) Poměr stran: 2:3
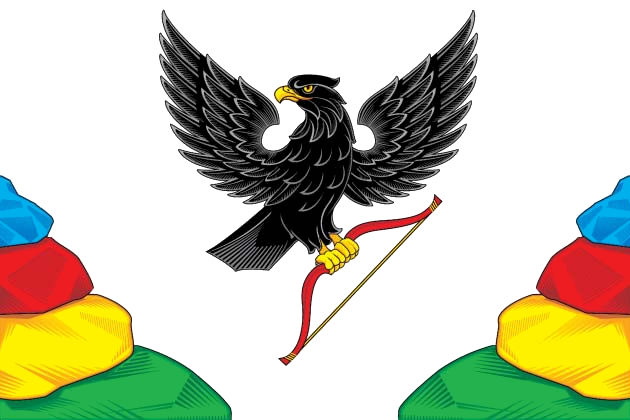
Něrčinský rajón (17) Poměr stran: 2:3
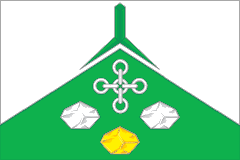
Něrčinsko-Zavodský rajón (18) Poměr stran: 2:3
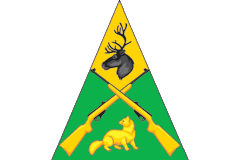
Tungiro-Oljokminský rajón (24) Poměr stran: 2:3
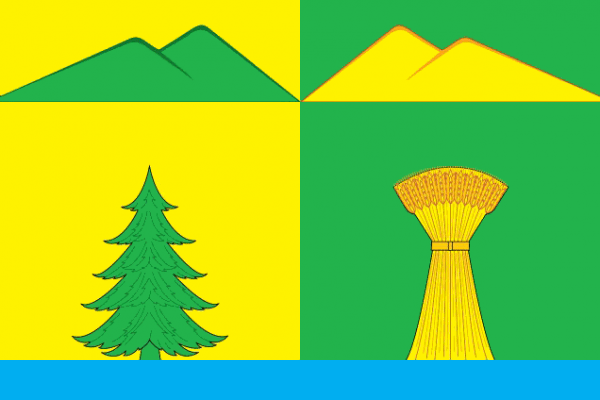
Uljotovský rajón (26) Poměr stran: 2:3
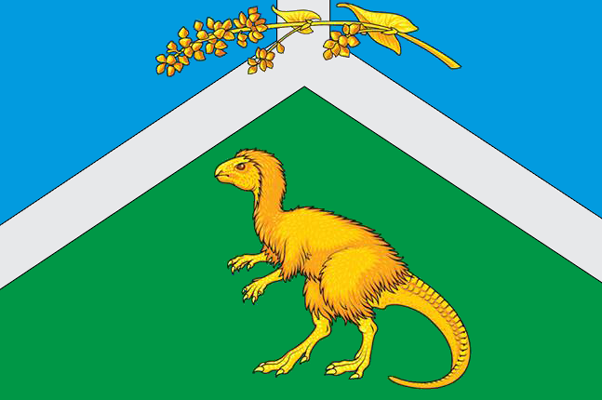
Černyševský rajón (28) Poměr stran: 2:3
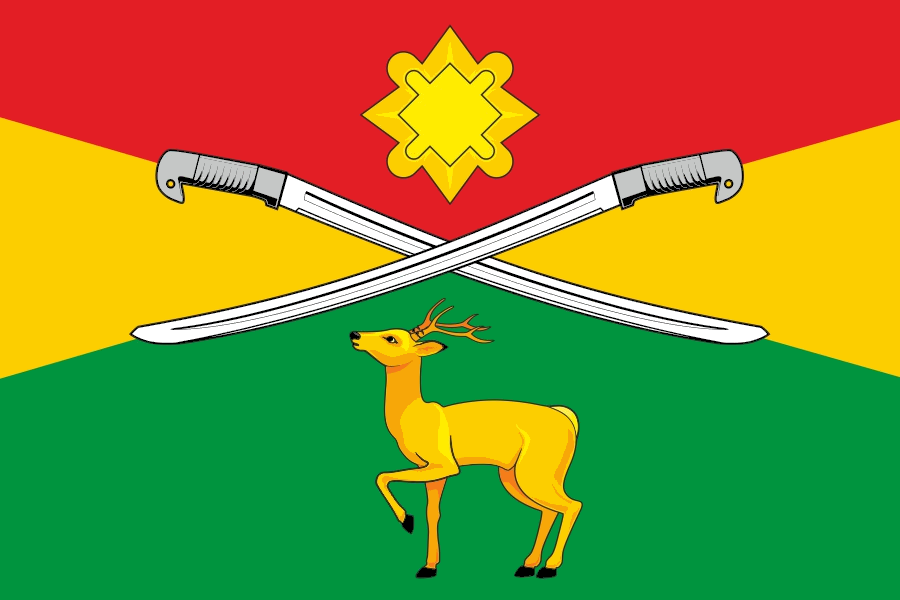
Šelopuginský rajón (30) Poměr stran: 2:3
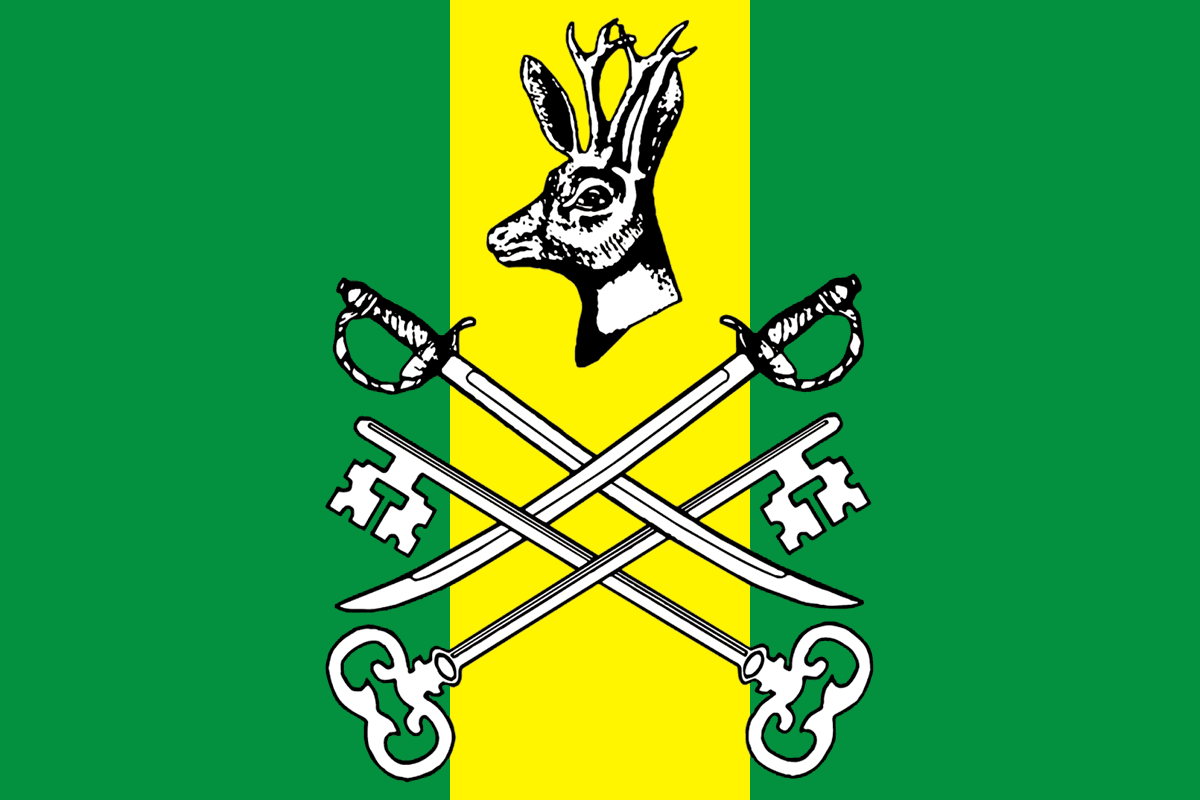
Šilkinský rajón (31) Poměr stran: 2:3